# Trema

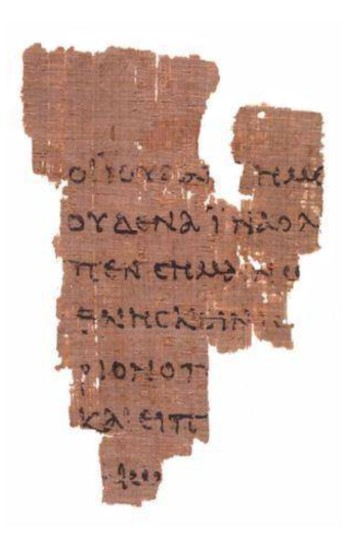
Papyrus P^{52}, från 100-talet e.Kr. Andra raden innehåller ett trema, som här fyller en avskiljande funktion.

Tilläggstecknet ¨, vanligen kallat trema (av klassisk grekiska: τρῆμα, trēma, ”hål, punkt”), även dubbelprick eller bara två prickar, är ett diakritiskt tecken bestående av två punkter som sätts ovan en glyf.
Tremat har som regel två olika funktioner: antingen en avskiljande funktion, då kallad dieresis, för att visa att vokalen inte är en del av en diftong, alltså att den diakritiskt märkta vokalen och den föregående uttalas var för sig, eller en ljudförändrande funktion, bland annat för omljud, ibland kallad umlaut (tyska för ”omljud”).

## Inledning
Termen trema är namnet på det diakritiska tecknet, oavsett vilken funktion det fyller. Termen är dock inte entydig, ibland används den endast om tecken som markerar att en vokal inte ingår i en diftong.
Tremat är ett gammalt tecken. Det förekommer exempelvis i papyrus-fragmentet P52, från 100-talet e.Kr. Papyrusen är nedtecknad på grekiska, innan mellanrum började användas som ordavskiljare. Tremat används därför över en vokal som inleder ett ord, för att visa att den inte bildar en diftong med den vokal som avslutar ordet innan. Treman kan även ses i en liknande funktion i den koptiska skriften Judasevangeliet, från 300- eller 400-talet, och Silverbibeln, som är nedtecknad under 500-talet. Silverbibeln är en avskrift av en äldre översättning från grekiska till gotiska, gjord under 300-talet, som tros ligga originalet nära.
Även i latinet använd(e)s tremat för att bryta upp en diftong, exempelvis i Aëtius eller aër /a.er/ (luft). I klassiskt latin uttalades annars ”ae” (eller ”æ”) som en diftong, /aj/, till exempel i Caesar.

## Avskiljande funktion: dieresis
Tremats ursprungliga syfte var alltså att markera att två på varandra följande vokaler skulle uppfattas som två separata stavelser, inte en diftong. När det används i denna fonologiska funktion brukar det ibland kallas dieresis. Detta förekommer i många språk, förutom de som redan har nämnts.
- I franska används det till bokstäverna ë och ï, och markerar att vokalerna ska uttalas var för sig istället för att uttala en enda vokal, trots två eller fler skrivna vokaler. Till exempel: den korrekta stavningen naïve uttalas som sin svenska motsvarighet "naiv", medan stavningen naive på franska skulle uttalas som "näv", eftersom ai-kombinationen normalt sett slås samman i ett "ä"-ljud.
- I nederländska används det på samma sätt, till exempel i bedoeïen, geëerd, tetraëder, med flera.
- I engelska förekommer det också för samma bokstäver, samt även för o, som i coöperation och naïve. Användningen är sällsynt, cooperation och naive är normal stavning. The Oxford Dictionary of American English kallar bruket föråldrat, och menar att co-operation är att föredra, om det behövs en avskiljning.[7]
- I brasiliansk portugisiska används ü för att markera att bokstaven u ska uttalas och vara obetonad, till exempel i freqüente, lingüística.
- I spanska (till exempel pingüino) och katalanska förekommer ü på liknande sätt.

## Ljudmarkerande funktion: umlaut

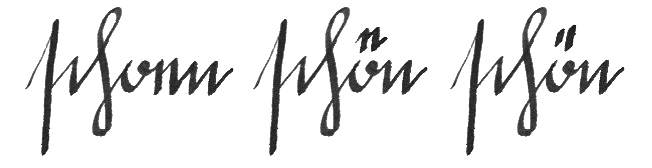
Utvecklingen av Umlaut i den tyska handskriften (illustrerad med skrivstilen sütterlin, som är åtskilliga hundra år yngre än bruket av bokstäverna Ä och Ö, med prickar, i svenskan).

I vissa språk fyller tremat en annan funktion, det markerar vokalens ljudvärde. Bokstaven motsvarar olika fonem med och utan tremat. I den här funktionen kallas det ibland för umlaut, efter tyskans Umlaut, omljud. Den tyska termen är inlånad för diakriten även i engelska och franska. Det bör dock påpekas att diakritens ljudmarkerande funktion inte alltid är kopplad just till det fonologiska fenomenet omljud.
På detta sätt förekommer det bland annat i tyskan (för ä, ö och ü), exempelvis i ”freie Hand haben” men ”alle Hände voll”. Det bör dock påpekas att denna diakrit inte alltid har varit ett trema. Från början var det ett gement e som skrevs ovanför någon av vokalerna a, o eller u, men i och med handskriftens utveckling rörde sig diakritens utformning mot två prickar.
- I kyrilliska alfabetet återfinns trema bland annat i bokstaven Ё, jo. Jämför med Е, je.

- Även i albanska används ë. Där är det ett stumt e i slutet av ord eller en s.k. mummelvokal, mellan svenskt a och ö.

### Prickarna i svenskan
I svenska finns bokstäverna ä och ö, vilka har lånats från tyskan. I svenska innebär tremat att bokstavens uttal ändras. Detta gäller även i isländska, där bokstaven ö förekommer.  
|  |  |

## Problem med databehandling
Trema har i Unicode kodpunkten 00A8, och kallas där för diaeresis. Tecknet ska fylla både den avskiljande och den ljudförändrade funktionen. Detta är inte kompatibelt med ISO 5426. Det tyska standardiseringsorganet DIN har även ansökt om en speciell kodpunkt för Umlaut, men fått avslag. För att skilja dieresis och umlaut åt föreslås att 034F (COMBINING GRAPHEME JOINER) infogas mellan vokal och umlaut. Se även 0364 (COMBINING SMALL LETTER E ABOVE).
Det brukar rekommenderas att inte använda denna kombinerande kodpunkt utan att använda färdiga bokstäver med trema i, såsom ä (U+00E4), ï (U+00EF) och ö (U+00F6). Det är också detta som är det etablerade sättet att hantera diakritiska tecken för europeiska alfabet i datorer. 
| Både umlaut och dieresis i Jöns Jacob Berzelius Nova Analysis Aquarum Medeviensium (Uppsala, 1800). |